# Cuna de lobos (serie de televisión)
Cuna de lobos es una serie de televisión de suspenso y  drama policíaco mexicana y el segundo proyecto de la franquicia Fábrica de sueños. Está producida por Giselle González y basada en la telenovela homónima de 1986 escrita por Carlos Olmos.
Las grabaciones empezaron a mediados de abril de 2019. Se estrenó en Las Estrellas el 7 de octubre de 2019 en sustitución de La usurpadora, y finalizó el 8 de noviembre del mismo año siendo reemplazado por Médicos, línea de vida.
Está protagonizada por Paz Vega, junto a Paulette Hernández, Gonzalo García Vivanco y Diego Amozurrutia. Acompañados por Azela Robinson, Nailea Norvind, Flavio Medina y Leonardo Daniel.

## Argumento
El rostro de la maldad puede distinguirse a través de los actos despiadados de una persona sanguinaria, capaz de eliminar a todo aquel que se interponga en su destino para asegurar el empoderamiento de su linaje y preservar el ilustre apellido y fortuna familiar, ocultando una verdad desgarradora detrás de la imponente imagen de un parche.
Catalina Creel (Paz Vega) y su multimillonario esposo, Carlos Larios (Leonardo Daniel) emprenden un paseo en su yate luego de celebrar el ostentoso aniversario del negocio familiar Gothier, la empresa comercial joyera más importante del país. La positiva tensión del momento se convierte en una bomba de tiempo transformada por una cardiopatía que padece Carlos, quien recibe llamadas y pruebas de una persona misteriosa destapando una dura verdad acerca de su familia. Alejandro Larios (Diego Amozurrutia), su mayor orgullo, resulta ser hijo de su hermano Francisco Larios (Flavio Medina), y por consecuencia sufre un paro cardíaco. Devastado por la verdad, le asegura a Catalina cambiar su testamento por haberle engañado durante tantos años. Cínicamente, Catalina acepta su culpabilidad desvelando su amorío con Francisco. Cegada por el odio y su objetivo principal que ha construido por décadas, arroja a su esposo del yate, lo golpea duramente en el cráneo y provoca finalmente su muerte.
José Carlos (Gonzalo García Vivanco), hijo mayor de Carlos, asiste a la ceremonia de despedida de su padre y luego a la lectura de la cláusula del testamento de Carlos Larios, descubriendo que, para que Alejandro o José Carlos puedan ser herederos de su inmensa fortuna, alguno de los dos debe tener un hijo consanguíneo. 
Catalina está convencida en que Alejandro lleva las de ganar: pues José Carlos sufre adicciones y demonios internos por su corrompida niñez a causa de la propia Catalina y la razón del porqué conserva su característico parche en el ojo. Para ejecutar el plan para obtener la herencia, obliga a Alejandro iniciar una relación amorosa con Leonora Navarro (Paulette Hernández), una fotógrafa, para que le sirva como vientre de alquiler. Leonora ignora la doble vida que lleva Alejandro con Miguel Terranova (José Pablo Minor), con quien es pareja desde hace más de tres años. 
Aunado a esto y la desesperación por la fortuna y prestigio que tanto le ha costado tener, Catalina se enfrenta a otras limitaciones, por ejemplo Luis Guzmán (Osvaldo de León), un periodista que trata de descubrir la verdad acerca de las joyerías Gothier relacionada con el tráfico de diamantes y desvíos financieros que se manejan dentro del emporio de los Larios. Por consiguiente, Catalina se ve amenazada por esto, empezando a cometer una serie de asesinatos a todo aquel que le estorbe a alcanzar su objetivo.
El pasar de los meses se hace presente en esta familia que inculca de aparentar prestigio y glamour. Para este entonces, Leonora da a luz al bebé de Alejandro con el nombre de Édgar, y ya se ha percatado que solo la utilizó como una incubadora al descubrir su relación con Miguel. Catalina, empecinada en perpetuar el apellido Larios y el dinero de la herencia, tratará de arrebatarle el bebé a Leonora. Leonora, ya consciente de la maldad infinita de Catalina, luchará como una loba contra la abuela de su hijo y, con ayuda de José Carlos, con quien empieza a conocer el amor verdadero a pesar de sus ataduras emocionales, será capaz de afrontar esta interminable e implacable guerra contra la monstruosidad de ser humano que es Catalina Creel, y determinar quien es el más fuerte de la manada en esta familia en donde si no eres cazador, eres la presa.

## Reparto

### Principales
- Paz Vega como Catalina Creel de Larios
- Paulette Hernandez como Leonora Navarro Díaz
- Gonzalo García Vivanco como José Carlos Larios
- Diego Amozurrutia como Alejandro Larios Creel
- Nailea Norvind como Ámbar Reyes Antúnez de Larios
- Flavio Medina como Francisco Larios[4]
- Azela Robinson como Gélica Andrade
- Carlos Aragón como Diego Solórzano Salinas
- José Pablo Minor como Miguel Terranova Contreras
- Osvaldo de León como Luis Guzmán
- Leonardo Daniel como Carlos Larios

### Recurrentes e invitados especiales
- Emma Escalante como Mora
- Fernando Larrañaga
- Miroslava Morales
- Adalberto Parra como Josué Armenta «Señor X»
- Juan Carlos Vives
- Jesús Fernández como Ignacio Vasco
- Alberto Lomnitz
- Matías Luzbik como Matías Guzmán
- Adrián Makala como Julius Monroe
- Paulina Treviño como Margarita Guzmán
- Amanda Schmelz
- Cristina Michaus como Dora
- Christopher Aguilasocho como Pedro
- Juan Ríos Cantú como Omar Vega
- Alejandro Nones como el Teniente Aguilar
- Michelle González como Victoria "Vicky"
- José Ramón Berganza como Álvaro Espejel
- Erika de la Rosa como Falsificadora de pasaportes

## Audiencia
| Temporada | Horario (CT)                     | Episodios | Primera emisión      | Primera emisión      | Última emisión         | Última emisión       | Promedio de espectadores (millones) |
| Temporada | Horario (CT)                     | Episodios | Fecha                | Audiencia (millones) | Fecha                  | Audiencia (millones) | Promedio de espectadores (millones) |
| --------- | -------------------------------- | --------- | -------------------- | -------------------- | ---------------------- | -------------------- | ----------------------------------- |
| 1         | lunes a viernes 21:30 - 22:30 h. | 25        | 7 de octubre de 2019 | 5.8                  | 8 de noviembre de 2019 | 3.1                  | 2.65                                |

## Episodios
| N.º | Título                                     | Fecha de emisión original | Audiencia (millones) |
| --- | ------------------------------------------ | ------------------------- | -------------------- |
| 1 | «Un muerto no puede cambiar su testamento» | 7 de octubre de 2019      | 5.8                  |
| Durante la noche de su segunda luna de miel, en un yate en mar abierto, Catalina se aprovecha de la enfermedad cardíaca de Carlos para provocarle un infarto mientras le confiesa que su hermano Francisco es su amante. Carlos cae al mar, pero Catalina falla en el primer intento de asesinarlo en ese momento, hasta que Carlos, ya en un estado cardíaco crítico, sube de nueva cuenta al yate, pero en esta ocasión Catalina, con un extintor en las manos, golpea a Carlos en la cabeza provocándole la muerte y regresándolo al mar. Horas antes; Leonora y Alejandro se conocen en un evento de la joyería Gothier en Acapulco, en la cual asiste también el periodista Luis Guzmán investigando sobre el problema de tráfico de diamantes en la que está involucrada Gothier. Mora descubre por sorpresa que Alejandro estaba con Miguel y que él es bisexual. José Carlos disfruta de los excesos en un casino en la Ciudad de Panamá. Al día siguiente, se realiza el funeral de Carlos Larios. |                                            |                           |                      |
| 2 | «Talón de Aquiles»                         | 8 de octubre de 2019      | 2.7                  |
| Luis discute con su jefe por lo que pasó en el evento de Gothier. El abogado de la familia Larios reúne a todos los miembros de la familia para dar a conocer la voluntad que dejó Carlos antes de morir. Más tarde, cuando todos se encuentran, ven el testamento en formato de video, y allí Carlos le dice a su familia que, para que sus hijos disfruten de la herencia, José Carlos o Alejandro deben formar una familia y tener un hijo. O bien, dentro de dos años, la voluntad perderá su validez y la herencia será trasladada a una fundación. Lo cual hace Catalina aconsejar a Alejandro, para termine su relación con Miguel y poder cumplir con la voluntad de su padre. Después de la lectura de testamento, José Carlos comienza a beber y drogarse en exceso. En el medio del camino, imagina al fantasma de su padre, quien lo culpa por haber causado que Catalina perdiera su ojo derecho. Leonora llama a Alejandro para pedirle que se encuentren. Al llegar a la residencia de los Larios, ella se encuentra con José Carlos ebrio, y en ese momento, él intenta quitarse la vida tratándose de ahogar en la alberca de su casa pero Leonora le termina salvando la vida. Catalina secuestra al hijo de Luis y lo usa de excusa para que Luis deje de investigar los negocios turbios de la familia, y lo invita a unirse a trabajar con ella en su empresa. Mientras tanto, Mora llama a Alejandro, y le dice que en una entrevista que tendrá por la noche, le dirá a todos que es homosexual y que es la razón por la que terminaron su relación. Alejandro busca a su madre y se lo cuenta, por lo que ella inmediatamente busca una manera de resolver el asunto. Catalina se reúne con Mora y le advierte que, si habla de más para sacar a la luz la bisexualidad de Alejandro, todos se enterarán que ella tenía un pasado como actriz porno. Luego, Catalina busca al forense que dictaminó el acta de defunción de Carlos, para cobrarle por haberla traicionado. En ese momento, el forense le dice que le dio los informes originales de la autopsia a un amigo, así que Catalina decide matarlo. |                                            |                           |                      |
| 3 | «Monstruos»                                | 9 de octubre de 2019      | 2.6                  |
| Gélica descubre una pequeña mancha de sangre en una blusa de Catalina. Catalina le pide deshacerse de la prenda. Luis ve en las noticias que Ignacio Vasco, el forense que le dio a guardar el verdadero dictamen de la autopsia de Carlos Larios, fue asesinado. Por lo que Luis intenta deshacerse del dictamen que le dio a guardar. José Carlos es detenido por golpear brutalmente a una mujer en un cuarto de hotel bajo los efectos del alcohol y las drogas, y por posesión de sustancias ilícitas. Alejandro llama a Leonora y la invita a cenar a la mansión de los Larios. Catalina recoge en el ministerio píblico a José Carlos. Le pide a Catalina que le crea, que él es inocente de haber golpeado a la mujer con la que estaba en el hotel, y le cuenta como sucedieron las cosas. Catalina rememora cómo años atrás José Carlos la descubrió teniendo relaciones sexuales con Francisco. En un desafortunado forcejeo entre Catalina y José Carlos, él le encaja una flecha de juguete en el ojo derecho, recodando así cómo es que perdió el ojo y nació su rencor hacia José Carlos. Alejandro y Miguel invitan a Leonora a una fiesta, pero Miguel empieza a ponerse celoso de Leonora. José Carlos sale del ministerio público por ayuda de Ámbar, y Catalina le reclama a Francisco de haberlo permitido. Luis regresa a trabajar a Crónica Capital, por ayuda de la propia Catalina. Alejandro besa a Leonora, pero José Carlos lo descubre, y en un episodio de celos confronta a su hermano. |                                            |                           |                      |
| 4 | «La Esmeralda»                             | 10 de octubre de 2019     | 2.5                  |
| Después de una cita nocturna, Leonora invita a Alejandro a su casa a beber cerveza, pero más tarde llega Luis en una visita inesperada. La tensión sexual entre Gélica y Catalina empieza a tener raíces. Ámbar descubre un mensaje en el celular de Francisco en donde Catalina lo espera en Acapulco, momentos después, Francisco llama a Catalina y Ámbar escucha toda la conversación que Francisco sostuvo por llamada telefónica con Catalina. Después de que Luis se va de la casa de Leonora, ella y Alejandro pasan la noche juntos. A la mañana siguiente, Catalina llama a Alejandro, y le recuerda los planes para obtener la herencia de Carlos, a lo que Alejandro le confirma que pasó la noche con Leonora. José Carlos, molesto, le reclama a Catalina la congelación de sus cuentas bancarias. Leonora recibe en el trabajo, un anillo de regalo enviado por Alejandro. En eso, Leonora va a buscarlo a la mansión de los Larios, pero por sorpresa se encuentra con José Carlos. Ámbar llega a confrontar a Catalina en La Esmeralda. Durante una enérgica discusión, Catalina descubre que Ámbar fue la que envió las fotos de su infidelidad con Francisco a Carlos el día de su muerte, provocándole el infarto. En eso, Catalina y Ámbar empiezan a pelear a muerte, hasta que Catalina logra sumergir la cabeza de Ámbar, para así poder ahogarla. Al final, Catalina supuestamente logra matar a Ámbar, pero por un descuido al momento de contestar la llamada de Alejandro, ve que el cuerpo de Ámbar desapareció, a lo que esta logra escapar de Catalina, pero momentos después, es alcanzada por la misma Catalina, quien la noquea de un golpe en la cabeza y la lleva maniatada y amordazada a un lugar seguro. Francisco llega a Acapulco y pasa la tarde con Catalina a bordo de un yate. Horas después, Catalina le manda un mensaje a Francisco desde el teléfono de Ámbar, haciéndose pasar por ella, diciéndole que ella ya sabe todo acerca de su relación con Catalina. |                                            |                           |                      |
| 5 | «En esta vida no podemos ser débiles»      | 11 de octubre de 2019     | 2.3                  |
| Maquiavélica y portando una pistola, Ámbar entra a la habitación de Francisco y Catalina, dispuesta a terminar con la vida de los dos. Asesina Catalina y a Francisco sin dudarlo. Todo resulta ser una aterradora pesadilla de Francisco, quien teme lo peor ahora que Ámbar sabe toda la verdad. José Carlos tiene una cierta intuición acerca de la desaparición de Ámbar; cree que Francisco realmente es amante de Catalina, pero el propio Francisco lo desmiente. Catalina llama a Diego para que le ayude a desaparecer a Ámbar. Diego lleva a Ámbar en la cajuela a un depósito de carcachas para que el auto sea destruido junto con ella. José Carlos encuentra a Miguel y Alejandro en una situación incómoda. Aconseja a Alejandro para que deje su temor y decirle al mundo quien verdaderamente es. |                                            |                           |                      |
| 6 | «Me estoy enamorando de ti»                | 14 de octubre de 2019     | 2.6                  |
| José Carlos hace arder a Catalina al recalcarle que él es el único de la familia al que no puede controlar. Le asegura embarazar a la primera mujer que se le cruce para arrebatarle la herencia. Catalina le hace un regalo a Leonora como prueba de fuego para presentarse oficialmente como novia de Alejandro: un vestido de diseñador. En la cena, Catalina se impacta que Leonora no haya aceptado el vestido, comprobando que no es una interesada. Catalina le consigue a Leonora una cita con Rodolfo Lazar, uno de sus artistas favoritos para que evalúe su talento fotográfico y le advierte que ese hombre es de baja calaña, pero Leonora insiste en verlo. Al momento de asistir con él, Rodolfo se le insinúa a Leonora al grado de tratar de abusar de ella, todo consistiendo en un plan de Catalina para manipular a Leonora. |                                            |                           |                      |
| 7 | «Apariencias»                              | 15 de octubre de 2019     | 2.4                  |
| Catalina trata de sobornar al Señor X, para que pare de investigar sobre la desaparición de Ámbar. Catalina se reúne con el Señor X en su casa, para pedirle el archivo de todas las fotos de los escándalos en las que Catalina está involucrada y también el examen de ADN de Alejandro (en la que muestra que su verdadero padre es Francisco). En un descuido del Señor X por tratar de contar el dinero que Catalina le da, esta aprovecha para dejarlo inconsciente en el piso con una macana eléctrica y poder asesinarlo con una pistola que el Señor X tenía sobre su pantalón y con el silenciador de pistola que Catalina siempre carga. Pero en ese momento, Leonora llega a la casa del Señor X, así que Catalina hace creer que se suicidó, Catalina escapa y Leonora llega a encontrarlo muerto. |                                            |                           |                      |
| 8 | «Tú no amas a nadie»                       | 16 de octubre de 2019     | 2.4                  |
| Catalina está decidida a exigirle a Alejandro que tome la decisión que cambiará el rumbo para obtener la cuantiosa herencia: le pide matrimonio a Leonora. Ella acepta sin pensarlo dos veces. Luis no comparte su entera felicidad, por tratarse de Catalina Creel. Ámbar aparece viva y con más deseos de venganza hacia Catalina. Un mes después, Alejandro visita a Miguel en Santiago de Chile y se reconcilian. José Carlos toma terapia de hipnosis. Catalina le reclama a Alejandro que se haya ido de México sin darle explicación alguna a Leonora; Alejandro está decidió a luchar por Miguel y le deja en claro a su madre que no seguirá su plan con Leonora. |                                            |                           |                      |
| 9 | «No todos los días se casa un hermano»     | 17 de octubre de 2019     | 2.4                  |
| Después de estar con Miguel en Chile, Alejandro trata de hablar con Leonora para poder terminar con ella y rehacer su vida con Miguel. En ese instante, Leonora le revela a Alejandro que está embarazada de él. Alejandro habla con Catalina para confirmar que Leonora está embarazada. Ya en el día de la boda, Miguel logra entrar a la ceremonia para poder interrumpir la boda y decirle a Alejandro que lo ama, pero ya es muy tarde y finalmente Alejandro logra casarse con Leonora. José Carlos baila con Leonora, le desea suerte con los lobos y le confiesa que está celoso. Alejandro habla con Miguel, debido a que le juró que estaría con él, y que no se dejaría chantajear por su madre. Catalina le exige a Miguel pacíficamente que se aleje de Alejandro. |                                            |                           |                      |
| 10 | «La joya más preciada»                     | 18 de octubre de 2019     | 2.4                  |
| Ámbar se presenta en casa de Francisco y descubre a Catalina y Francisco acariciándose embelesadamente en uno de los pasillos, pero logra huir antes de ser descubierta y con una lacerante rabia. Al día siguiente, José Carlos irrumpe en su velada mañanera y sospecha que Francisco está con Catalina. Catalina escucha decir a José Carlos que ya está recordando con certeza lo que pasó la noche en que perdió el ojo. Por órdenes de Catalina, Diego retira los frenos de la motocicleta de Luis, provocando un accidente cuando viaja con Leonora y son llevados a urgencias. Catalina conoce a Vicky, una conocida de José Carlos que espera un hijo suyo. Tras el accidente, Leonora y el bebé están fuera de peligro. |                                            |                           |                      |
| 11 | «Reflejos de Ámbar»                        | 21 de octubre de 2019     | 2.3                  |
| Ámbar se encuentra con Luis para contarle que Catalina trató de matarla y pudo escapar. Catalina convence a Vicky de tomarse ácido fólico y vitaminas, pero en realidad la engaña dándole a tomar pastillas abortivas. Catalina recibe de sorpresa una caja con una muñeca sin el ojo derecho en ella, comenzando a sospechar que Ámbar no está muerta y fue ella quien se la envió. Por maña de Catalina, José Carlos se entera de que Vicky está embarazada, pero debido a la toma de las pastillas que le dio Catalina, Vicky pierde al bebé. A raíz de esto, José Carlos y Catalina discuten enfrente de Alejandro y Leonora. Catalina y Francisco hablan en el carro, pero en el momento que se besan y bajan del carro, Ámbar los sorprende disparándole a Catalina. |                                            |                           |                      |
| 12 | «Auxilio, ¡me quiere matar!»               | 22 de octubre de 2019     | 2.5                  |
| Ámbar dispara al azar poniendo en alerta a Catalina y a Francisco. Es llevada a la fuerza a un hospital psiquiátrico. Ahí, le confiesa a Francisco que Catalina la tuvo cautiva y trató de matarla. Leonora le prepara a Alejandro una cena romántica, sin saber que su venerado esposo se encuentra con Álvaro Espejel, un empleado de Gothier, en un antro gay. Varios policías irrumpen en el lugar. José Carlos aprovecha la exquisita cena que Leonora preparó con tanto cariño para compartir con ella un momento que los une aún más. Poco después, la cena se ve interrumpida cuando José Carlos va por Alejandro al Ministerio Público. |                                            |                           |                      |
| 13 | «El cadáver más caro del mundo»            | 23 de octubre de 2019     | 2.4                  |
| Diego le insiste a Catalina no despedirlo luego de su descuido con Ámbar. Leonora queda impresionada del inigualable diamante que Catalina posee para una sesión de fotos llamado «Corazón de hielo». En la noche, Leonora decide nadar en la alberca de los Larios. José Carlos la sorprende al sumergirse con ella, pero Catalina los vigila y le reclama a Alejandro no estar con su esposa en lugar de su hermano. Catalina le advierte a Leonora que se aleje de José Carlos. Catalina se entera de que un cadáver con un paquete de diamantes dentro del mismo fue hallado dentro de un canal, y le pide a Diego que desaparezca por un tiempo debido a que Ámbar ya le ha confesado a Francisco que fue él quien la llevó dentro del maletero del automóvil para eliminarla en el depósito. José Carlos va a buscar a Luis, y le pide investigar juntos el tráfico de diamantes en el que Gothier está involucrada. Catalina va a casa de Diego, ambos terminan en una enérgica discusión que dirige a un forcejeo con un arma, con la cual Catalina planeaba asesinarlo. |                                            |                           |                      |
| 14 | «Piedras de pasión»                        | 24 de octubre de 2019     | 2.6                  |
| Diego le arrebata el arma a Catalina y logra escapar dejándola inconsciente. José Carlos habla con Luis acerca de sus sospechas sobre los negocios ilícitos en los que Gothier está involucrado. Luis le revela que durante meses estuvo investigando acerca del tráfico de diamantes y la explotación de mujeres y niños en Sierra Leona, África, así que José Carlos decide viajar e investigar a fondo con ayuda de contacto de Luis. Tras que Ámbar le confesara la verdad a Alejandro acerca de su verdadero padre, Catalina decide silenciar para siempre a Ámbar al inyectarle la misma sustancia con la que asesinó a Gloria, la madre de José Carlos, y hace creer a Francisco que Ámbar ha sufrido complicaciones cerebrovasculares que la llevan a un coma profundo. Diego secuestra a Catalina y le confiesa el motivo por el cual le ha sido fiel desde siempre: una obsesión sexual hacia ella. |                                            |                           |                      |
| 15 | «Eres una basura de persona»               | 25 de octubre de 2019     | 2.5                  |
| Mientras que Catalina se encuentra secuestrada por Diego, este le dice que acabará con su vida y abusa de ella sexualmente. Mientras tanto, José Carlos se encuentra instalado en Sierra Leona, recibe una llamada de Diego, diciéndole que Catalina es la cabecilla del tráfico de diamantes. El comandante Omar Vega, junto con la policía rescatan a Catalina, pero Diego logra escapar. Al día siguiente, Catalina se encuentra con José Carlos recién llegado de Sierra Leona, y le pregunta lo que sabe de Diego y el tráfico de diamantes, así que ella cínicamente le confiesa que el mismísimo Carlos Larios era la cabecilla de la red antes de que muriera. Alejandro se encuentra con Miguel, y le dice que en cuanto nazca el bebé, será libre para irse con él. Leonora empieza a tener contracciones y trata de localizar a Alejandro; José Carlos y Gélica la ayudan a llevarla al hospital, pero se le complica el parto ya estando en el quirófano. |                                            |                           |                      |
| 16 | «Édgar Larios»                             | 28 de octubre de 2019     | 2.3                  |
| El pequeño Édgar Larios llega al mundo. Leonora sufre complicaciones en el parto. Poco después, ella y su hijo se restablecen satisfactoriamente. Ámbar despierta estando fuera de sí, tratando de revelar la verdad. Diego cita a José Carlos para darle las pruebas para hundir a Catalina. Alejandro parece no importarle ni Leonora ni su hijo y prefiere pasar la tarde con Miguel. Álvaro sigue a Alejandro y descubre su doble vida. Llama a Leonora haciéndose pasar por alguien misterioso para confesarle que su esposo la está engañando. Con la ayuda del comandante Vega, Catalina captura a Diego y le hace ver su suerte por haberla traicionado. |                                            |                           |                      |
| 17 | «Esto cada vez se pone peor»               | 29 de octubre de 2019     | 2.6                  |
| Finalmente, Ámbar confiesa la verdad acerca de Catalina; Alejandro es hijo de Francisco. Tanto Alejandro como Francisco explotan contra Catalina luego de 25 años de engaño. La posesión de la herencia ahora peligra, pues Alejandro no es hijo biológico del difunto Carlos Larios. José Carlos le revela su amor a Leonora y, además, le promete a Catalina verla tras las rejas cuanto antes. Leonora recibe llamadas misteriosas por Álvaro, quien le da la dirección del lugar donde se encuentra su intachable esposo. Leonora se presenta en la constructora e inexorablemente encuentra a Alejandro besándose con Miguel. |                                            |                           |                      |
| 18 | «Matar dos pájaros de un tiro»             | 30 de octubre de 2019     | 2.4                  |
| Después de descubrir la dura verdad, Leonora toma a su hijo y se va de casa de los Larios, herida por el engaño de Alejandro y Catalina. José Carlos se reúne con Bustamante, el fiscal que está siguiendo la investigación contra Gothier, y juntan las pruebas suficientes para hundir el emporio familiar. Catalina visita a Leonora en casa de Luis, para que hablen sobre lo de Alejandro y Miguel. Leonora, con una imparable determinación, enfrenta a la abuela de su hijo y le recalca el asco que le provoca por arruinarle la vida y la de su hijo, además de dejarle en claro que, si trata de quitarle a su bebé, primero deberá matarla. Al salir de la fiscalía acompañado de José Carlos, Bustamante es acribillado por múltiples sicarios, por orden de Catalina Creel. Miguel cita a Leonora en su constructora para explicarle cómo sucedió todo, pero Catalina se adelanta para confrontar a Miguel y ponerle punto final a su vida al momento en que lo arroja del edificio en obras. Todo es presenciado y grabado en video por Álvaro Espejel. |                                            |                           |                      |
| 19 | «La justicia tendrá que decidir»           | 31 de octubre de 2019     | 2.4                  |
| Alejandro llega a la constructora para reconocer el cuerpo de su amado Miguel, luego de la tragedia provocada por Catalina. Por orden de Catalina, el comandante Vega hará caer todo el peso de la ley al considerado homicida del arquitecto Terranova. José Carlos advierte a Luis para que huya con Leonora. Ella está convencida en ir a declarar a las autoridades lo que sucedió la noche anterior, sin saber que la malévola Catalina Creel ha dejado unas pruebas que la incriminan. Alejandro trata de quitarse la vida con un arma. En el Ministerio Público, Leonora es encontrada culpable y es encerrada siendo separada de su hijo. Alejandro, con el pequeño Édgar en brazos, visita a Leonora en el reclusorio y le deja en claro que jamás volverá a ver a su hijo por haberle quitado la vida al hombre que amaba. |                                            |                           |                      |
| 20 | «Pena máxima»                              | 1 de noviembre de 2019    | 2.5                  |
| Comienza la audiencia preliminar en la que salen a la luz las pruebas manipuladas por Catalina en donde se muestra que Leonora asesinó a Miguel Terranova. El juez le dicta auto de formal prisión, y José Carlos le es imposible evitar la orden el juez. En el reclusorio, Leonora es torturada despiadadamente por influencia de Catalina. Álvaro huye de su casa al intuir que irán a desaparecerlo por la prueba que logró obtener en el momento justo en que Catalina empujó a Miguel. José Carlos y Luis creen tener al testigo que hará que Leonora salga de prisión. Encuentran a Álvaro y lo persiguen hasta capturarlo para que confiese la verdad: Catalina Creel es la verdadera asesina. |                                            |                           |                      |
| 21 | «Pruebas de inocencia»                     | 4 de noviembre de 2019    | 2.6                  |
| José Carlos le ofrece al Lic. Figueroa ayudar en la defensa de Leonora con pruebas que demuestren su inocencia. Catalina secuestra a Álvaro, pero más tarde, la mujer le corta la lengua y Omar lo asesina. Leonora se presenta en la audiencia frente al juez y se declara culpable por la muerte de Miguel, alegando que su muerte fue un accidente. Antes de que el juez dé el veredicto final, José Carlos lo interrumpe mostrándole el video que Álvaro grabó en el que se desvela cómo Catalina avienta al vacío a Miguel, lo cual, el juez suspende la audiencia mientras se evalúa la evidencia. Alejandro se entera por medio de José Carlos que su madre mató a Miguel, lo cual llega a su casa a confrontar a Catalina, repudiando a su madre; le asegura que la verá en la cárcel. Cuando llega la policía para llevarse presa a Catalina, Gélica agarra los guantes del altar secreto que tiene de ella, y se culpa del crimen frente a todos, por lo que es apresada. |                                            |                           |                      |
| 22 | «Siempre me has tenido miedo»              | 5 de noviembre de 2019    | 2.7                  |
| Catalina visita en la cárcel a Gélica solo para asegurarle que ella jamás le ha correspondido su amor, y le da dinero para sobrevivir en la cárcel. Gélica queda destrozada y con el corazón roto. Más tarde, José Carlos la visita y ella le afirma que él no es culpable de que Catalina haya perdido su ojo, al contarle la historia de cómo sucedió en realidad. Después de hacerle esa confesión a José Carlos, Gélica se quita la vida en su celda. |                                            |                           |                      |
| 23 | «Siempre hay una salida»                   | 6 de noviembre de 2019    | 2.6                  |
| Ámbar visita a Leonora en casa de José Carlos, y le advierte sobre el peligro que resulta tener a Catalina como enemiga: ella es capaz de cualquier atrocidad, por lo que le da una pistola para que Leonora pueda defenderse. Por petición de la propia Ámbar, Catalina recibe las cenizas de Gélica. Alejandro se entera de la trágica muerte de Álvaro, y Luis le confirma que Catalina fue quien lo eliminó. José Carlos y Leonora se dejan llevar por sus sentimientos. Francisco le confiesa a Catalina que está decidido a enfrentar la justicia y le da la oportunidad de huir. Catalina vuelve a atraparlo en sus redes, y además le prepara una sorpresa a José Carlos, que está dispuesto a viajar a Sierra Leona nuevamente. |                                            |                           |                      |
| 24 | «Al final solo vas a quedar tú»            | 7 de noviembre de 2019    | 2.7                  |
| Catalina ordena colocar un explosivo en una de las turbinas del avión en el que José Carlos viajará a Sierra Leona. Las cosas se salen de control cuando Alejandro le pide a su hermano que vaya a Gothier por un escándalo con la prensa. El ilustre señor Larios es quien toma el vuelo hacia Sierra Leona, con tal de acabar con las minas de donde son extraídos los diamantes de forma ilegal. La vida le hace una mala jugada a Catalina cuando descubre que es su hijo quien está a punto de morir. Alejandro le pide perdón a José Carlos y que cuide de Leonora y del pequeño Édgar. El explosivo hace efecto destruyendo una turbina y los dos motores de la aeronave, provocando que caiga al mar en el punto intermedio del océano Atlántico. La familia Larios se quiebra ante la tragedia. El comandante Vega paga las consecuencias a manos de Catalina, quien le exigió asegurarse de que José Carlos se subiera al avión, y no su ahora difunto hijo. |                                            |                           |                      |
| 25 | «Mi pequeño Alejandro»                     | 8 de noviembre de 2019    | 3.1                  |
| Francisco le advierte a Catalina que la policía ya tiene una orden de aprehensión en contra de ella para que tenga tiempo de huir. Catalina aún tiene una deuda pendiente por cobrar: visita a Leonora para arrebatarle a su hijo; Leonora la encañona y la amenaza con darle un tiro antes de tratar de llevarse a Édgar. José Carlos le avisa a Francisco que también hay una orden de aprehensión contra él. En el enfrentamiento, uno de los hombres de Catalina le quita el arma a Leonora y Catalina la golpea, dejándola inconsciente. Antes de huir con el bebé en manos, Catalina le dispara a Luis, cuando este trataba de impedir su fuga con el niño. Luis es llevado a urgencias y sometido a una operación por el disparo. Catalina se reúne con Francisco para que huyan juntos, pero descubre por sus propias palabras que fue él quien le dio las pruebas a José Carlos de cada artimaña que hicieron juntos, así que lo arrolla con su vehículo, con el que posteriormente huye a Acapulco. José Carlos intuye que Catalina escapará en el yate que tiene en Acapulco. Junto con la policía van directo a capturarla, pero Leonora se adelanta a confrontar una vez más la maldad sin límites de su suegra. Catalina la detiene y la encierra en el yate. Al día siguiente, Catalina pone a bordo el yate hacia mar abierto. Leonora, maniatada y amordazada, despierta e intenta huir. La policía y José Carlos suben a otro yate a detenerla. Luis despierta de la operación, en compañía de su exmujer y su hijo. Catalina lleva a Leonora a la orilla del yate como rehén, mientras que José Carlos, junto con la policía, le pide que hagan un intercambio: su vida por la de Leonora. Catalina mueve su siguiente ficha de ajedrez cuando arroja a Leonora al mar y, con el pequeño Édgar dentro, hace estallar vilmente el yate con una bomba. José Carlos se avienta al agua para salvar a Leonora. Días después, Ámbar visita a Francisco en prisión, quien sorprendentemente ha quedado sin piernas. Sabiendo que le recordará toda su vida el martirio que vivió al lado de su familia, Leonora saca a José Carlos de su vida. Cinco años después, Luis le cuenta a José Carlos una gran noticia. En la playa, José Carlos encuentra a Leonora para revelarle que su hijo no está muerto. En un destino lejano e inimaginable, el pequeño Édgar —ahora llamado Alejandro como su padre—, juega a bordo con su madre: Catalina Creel, o por lo menos eso cree el niño, mientras ambos ven su nueva vida florecer. |                                            |                           |                      |

### Especiales
| N.º | Título                                                       | Fecha de emisión original |
| --- | ------------------------------------------------------------ | ------------------------- |
| 1 | «¿Qué ocurrió en los primeros capítulos de ‘Cuna de Lobos’?» | 12 de octubre de 2019     |
| Especial dedicado a Catalina Creel, que muestra las razones por las que tiene que controlar a todos, matar y desaparecer a las personas que se cruzan en su camino. |                                                              |                           |

## Premios y nominaciones

### TV Adicto Golden Awards 2019
| Categoría                          | Nominados                                          | Resultado |
| ---------------------------------- | -------------------------------------------------- | --------- |
| Mejores créditos de entrada        | Giselle González                                   | Ganador   |
| Mejor tema musical instrumental    | Pedro Plascencia Salinas y Jordi Bachbush          | Ganadores |
| Mejor villana                      | Paz Vega                                           | Ganador   |
| Mejor actuación especial masculina | Leonardo Daniel                                    | Ganadores |
| Mejor adaptación                   | Claudio Lacelli, Lily Ann Martin y José Luis Durán | Ganadores |
| Mejor dirección de escena          | Eric Morales y Juan Pablo Blanco                   | Ganadores |
| Mejor serie-telenovela nacional    | Giselle González                                   | Ganador   |

### Premios TVyNovelas 2020
| Categoría                  | Nominados                                                 | Resultados |
| -------------------------- | --------------------------------------------------------- | ---------- |
| Mejor actor de telenovela  | Flavio Medina                                             | Nominado   |
| Mejor villana              | Nailea Norvind                                            | Nominada   |
| Mejor villano              | Diego Amozurrutia                                         | Nominado   |
| Mejor primera actriz       | Azela Robinson                                            | Nominada   |
| Mejor actriz coestelar     | Paulette Hernández                                        | Nominada   |
| Mejor dirección de cámaras | Armando Zafra y Luis Arturo Rodríguez                     | Nominados  |
| Mejor dirección de escena  | Eric Morales y Juan Pablo Blanco                          | Nominados  |
| Mejor tema musical         | «Cuna de lobos (instrumental)» (Pedro Plascencia Salinas) | Nominado   |
| Los favoritos del público  |                                                           |            |
| Beso más delicioso         | "Miguelandro" (Diego Amozurrutia y José Pablo Minor)      | Nominados  |
| El más guapo               | Flavio Medina                                             | Nominado   |
| Pareja favorita            | Diego Amozurrutia y José Pablo Minor (Miguelandro)        | Nominados  |
| El mejor final             | Giselle González                                          | Nominada   |
| Mejor reparto              | Giselle González                                          | Nominada   |